# Plush (marka)
Plush – marka usług telefonii komórkowej stworzona przez sieć Plus. Marka pre-paid adresowana do młodych ludzi, prezentująca oferty na kartę, abonament (oznaczona jako "ABO") i internet. W reklamach występuje miś Plushak. Konkurent dla nju mobile i Heyah. Pierwotne logo zawierało logo Plusa z domalowaną czarną literą H.